# Miniophyllodes sikorai
Miniophyllodes sikorai är en fjärilsart som beskrevs av Pierre E.L. Viette 1974. Miniophyllodes sikorai ingår i släktet Miniophyllodes och familjen nattflyn. Inga underarter finns listade i Catalogue of Life.